# Valerie Steenken

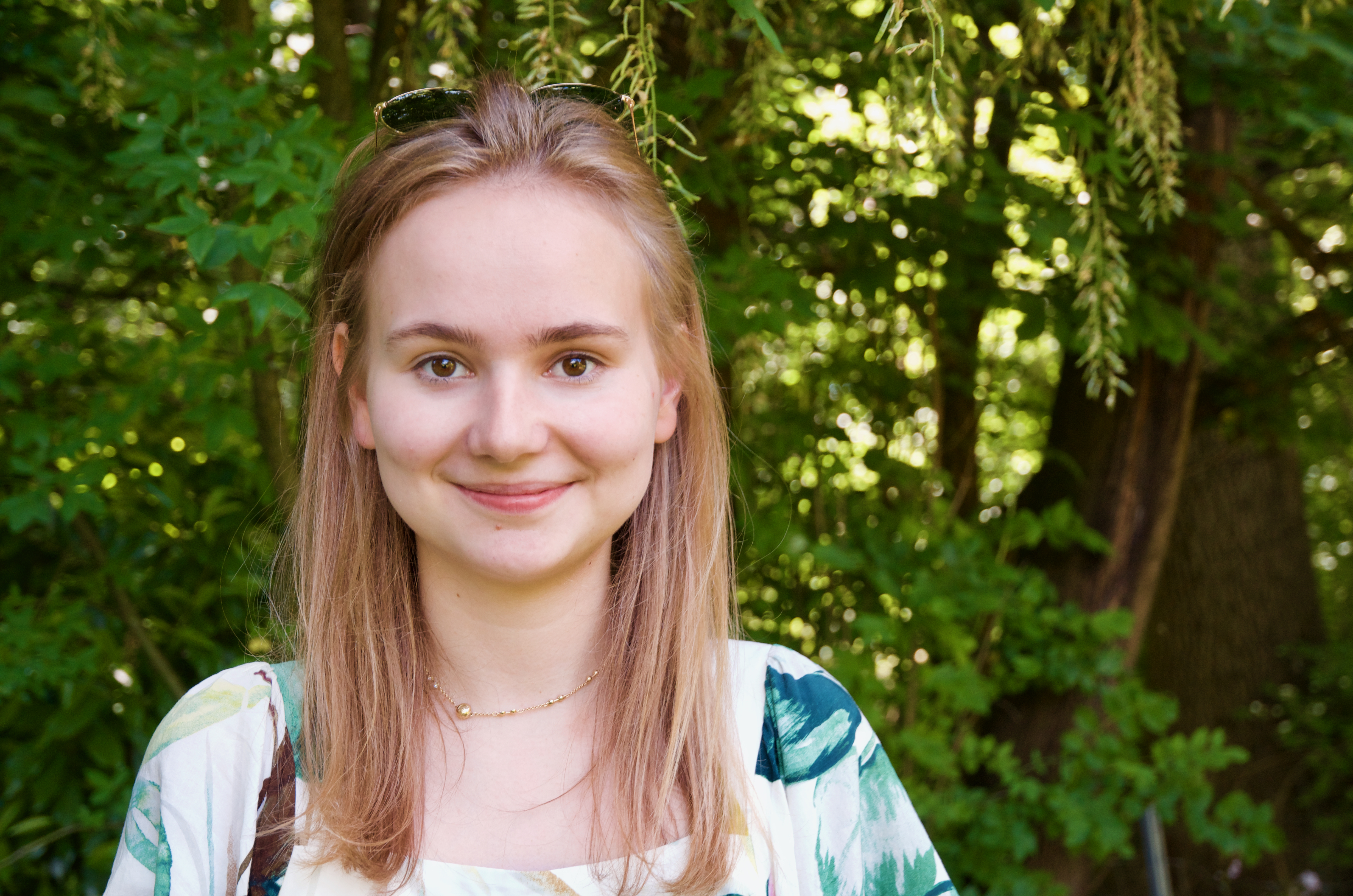
Valerie Steenken (2021)

Valerie Isabel Steenken (* 1999 in München) ist eine deutsche Violinistin.
Seit April 2023 ist sie Konzertmeisterin des Orquesta Nacional de España in Madrid.

## Leben
Valerie Steenken erhielt ihren ersten Geigenunterricht im Alter von fünf Jahren bei dem Geigenpädagogen Jorge Sutil. 2015 wurde sie Studentin bei Julia Fischer an der Hochschule für Musik und Theater München. Im Jahr 2014 wurde sie im Alter von 15 Jahren jüngste Konzertmeisterin des Odeon-Jugendsinfonieorchesters München.
Zwei Jahre später wurde sie Konzertmeisterin des Bayerischen Landesjugendorchesters. 2017 machte sie Abitur am humanistischen Maximiliansgymnasium München.
Von 2020 bis 2022 studierte sie bei Marco Rizzi an der Escuela Superior de Música Reina Sofía in Madrid.
Sie erhielt wichtige musikalische Impulse auf Meisterkursen bei Ana Chumachenco, Andreas Janke, Giovanni Guzzo, Christoph Poppen und Renaud Capuçon.

## Preise/Auszeichnungen
- August Everding Musikwettbewerb Kategorie Violine Solo, München (2019)[4]
- Internationaler Gerhard Vogt Kammermusikwettbewerb 1. Preis, Schweinfurt (2019)[5]
- Concurso International de Violin in Cullera[6] 1. Preis (2022)
- Beatrice Milani Scholarship Prize (2022)
- Hochbegabtenstidendium des Konzertvereins München (2022)[7]